# Michel Colombe

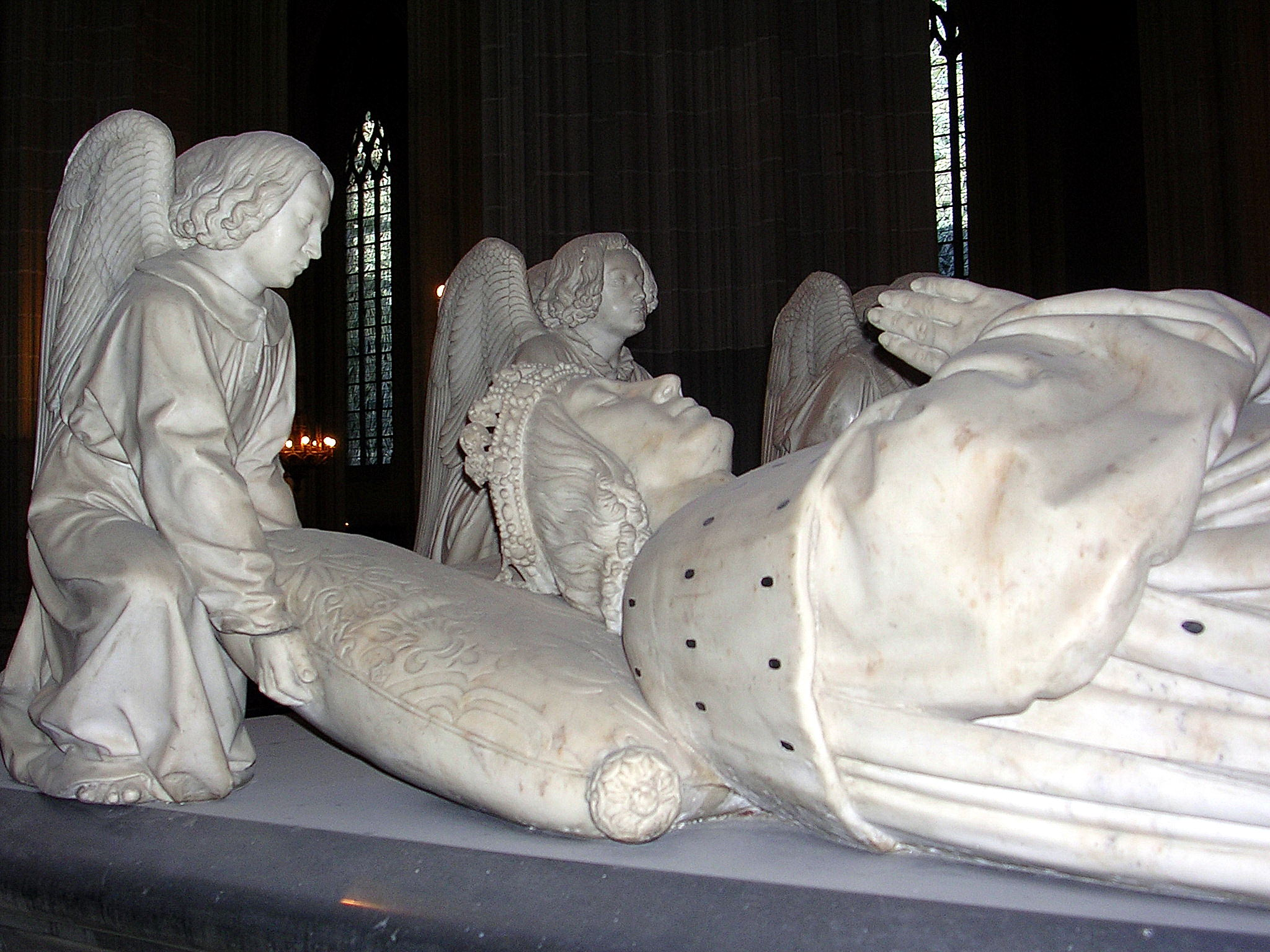
Tumba de Francisco II de Bretanha, obra de Colombe.

Michel Colombe (c. 1430 – c. 1512) foi um escultor francês. Sua obra constitui a primeira manifestação da Renascença francesa e é considerado um dos maiores nomes da escultura de seu país do início do século XVI.